# Radovan Ivšić
Radovan Ivšić (Zagreb, 22. lipnja 1921. – Pariz, 25. prosinca 2009.), hrvatski pjesnik, pisac, dramatik, esejist, prevoditelj i nadrealist svjetskoga glasa, koji je najveću slavu stekao dramom Kralj Gordogan te zbirkom pjesama Crno.

## Životopis
Rodio se kao sin Stjepana Ivšića, hrvatskog jezikoslovca, slavista, akcentologa i rektora Sveučilišta u Zagrebu (1940. – 1943.). Nakon što je završio klasičnu srednju školu u Zagrebu, diplomirao je humanizam i socijalne znanosti na Sveučilištu u Zagrebu.
Kroz svoj otpor ustaškom i komunističkom totalitarizmu pokazao se je kao duhovno i moralno nepotkupljiv umjetnik.  Njegova su djela bila zabranjivanja kako tijekom, tako i nakon drugoga svjetskog rata.
Za vrijeme Nezavisne Države Hrvatske, Ante Pavelić osobno je naredio zapljenu Ivšićeve prve knjige Narcis. Njegova drama Kralj Gordogan je bila zabranjena u Hrvatskoj pod fašističkom i komunističkom diktaturom sve do 1979. godine. Kritizirao je jeftinu politiku, komunizam i lažni nadrealizam. Bio je najveći kritičar Miroslava Krleže, koji je često nazivan najvećim hrvatskim piscem 20. stoljeća, smatrajući neoprostivima kako njegovo priklanjanje režimu, tako i njegovu nesklonost i nerazumijevanje koje je pokazivao prema modernoj umjetnosti. 
Ivšić je proveo svoj život beskompromisno u duhu slobode. Te vrijednosti su ga približile nadrealističkom pokretu. 1954. godine   seli u Pariz, gdje upoznaje Andréa Bretona, nakon čega ravnopravno sudjeluje u svim manifestacijama nadrealističkog pokreta, privatno i profesionalno surađujući s Bretonom, Péretom, Miróom, Benoîtom i drugim nadrealistima. Bio je u braku s francuskom pjesnikinjom Annie Le Brun.
Radovan Ivšić preveo je mnoga klasična i suvremena djela francuske književnosti na hrvatski jezik. Postao je jednom od najznačajnijih spona između hrvatske i francuske kulture, ravnopravno sudjelujući u nadrealističkom pokretu te prevodeći francuska djela na hrvatski jezik.
Odbio je sva priznanja.

## Djela
- Daha, drama, 1941.
- Narcis, poema, 1942.
- Kralj Gordogan, drama, 1943.
- Vane, igrokaz, 1943.
- Sunčani grad, korska recitacija, 1944.
- Kapetan Oliver, drama, 1944.
- Vodnik pobjednik, drama, 1944.
- Snjeguljica i medvjedići, dječja drama u stihu, 1948.
- Tanke, zbirka pjesama, 1954.
- Akvarij, drama, 1956.
- Autour ou dedans, zbirka pjesama, 1974.
- Crno, zbirka pjesama, 1974.
- Bunar u kuli, poezija, 1974.
- Aiaxaia ili Moći reći, drama, 1982.
- U nepovrat, zbirka članaka i intervjua, 1990.
- Teatar, sabrane drame, 1998.
- Crno i crno, sabrane pjesme (1940. – 2002.), 2003.
- Poèmes, Gallimard, 2004.
- Théâtre, Gallimard, 2005.
- Cascades, Gallimard, 2006.

## Nagrade i priznanja
- Šimun Šito Ćorić uvrstio ga je u svoju antologiju 60 hrvatskih emigrantskih pisaca.[1]

## Vanjske poveznice
- [neaktivna poveznica]
- Culturenet.hr
- mvinfo